# 嶋村侑
嶋村侑（日语：／ Shimamura Yū，1985年4月18日—）是日本女性配音員。東京都出身。賢Production事務所所屬。

## 人物
- 作品多為外語節目配音（吹替），甚少參與偶像式的宣傳與周邊活動跟工作。
- 在2013年前對外界及海外知名度明顯遜於一些同期的同級聲優。
- 早前我家有個狐仙大人和NEEDLESS等  有引人注目的表現，但到2011年夏起才有較多電視動畫演出主要角色。
- 演出作品雖然很多，但常是一些一次性出場和無名的角色，可卻涵蓋了各種類型的角色。
- 2013年的大頭公主愛作戰第二和三季的雷蝶花，第一次配主流動畫的正式的女主角，和同年的進擊的巨人的亞妮，是第一次配超紅動畫的實質女主角。
- 2015年的春野遙／花神天使（Go！Princess 光之美少女），第一次整部動畫的第一主人公。

## 主要作品

### 電視動畫
2006年
- 新哆啦A夢（小朋友A）

2007年
- Kanon（第2作）（學生）
- CLANNAD（女學生）
- 結界師（女孩子）
- CODE-E（織田、女僕）

2008年
- 二十面相少女（女國中生C）
- 我家有個狐仙大人（高上透）
- 小雙俠（監護人、愛梨、女高中生）
- 野良耳（阿茂的朋友們）

2009年
- 女王之刃─流浪的騎士（騎士）
- K-ON！輕音部（學生）
- 科學超電磁炮（女學生）
- 超能力大戰（胡桃）
- BLEACH（花天狂骨（脇差）、雙魚理、響河的妻子）
- 道子與哈金
- 奇奇的異想世界（愛麗絲、小貓們）

2010年
- 信蜂（淑女、修女、女僕B）
- 守護貓娘緋鞠（班長）
- 祝福的鐘聲（女騎士）
- 变身！公主偶像（大姐姐）#32
- 刀語（隨從B）
- 四疊半宿舍，青春迷走（暖暖壘球社女子A）

2011年
- BB戰士三國傳（黃月英鋼依勒）
- 天魔黑兔（大兔（小孩時代）、女學生）
- X 戰警（女子、母親們）
- 罪惡王冠（校條祭）
- 花牌情緣（真島麗子、東大學生）
- 機動戰士GUNDAM AGE（蜜蕾絲·阿羅伊、菲列特〈幼少〉）
- C（司会者）
- 聖痕鍊金士 II（女學生B）
- 魔劍姬！（絹亞卡蕾特）
- 刀鋒戰士（スタンの妻）
- 魔乳秘劍帖（女）
- Suite 光之美少女♪（女孩子）

2012年
- Another（佐藤和江）
- 男子高校生的日常（戲劇社員）
- 謎樣女友X（早川愛香）
- 魯邦三世 -名為峰不二子的女人-（萬花筒女孩）
- 戰國Collection（莎拉）

2013年
- 進擊的巨人（亞妮·雷恩哈特）
- 花牌情緣2（真島麗子）
- 紙箱戰機WARS（美都玲奈）
- IS〈Infinite Stratos〉2（夏綠蒂·迪努亞之母）
- 大頭公主愛作戰（雷蝶花）
- 黑子的籃球 第2季（荒木雅子）

2014年
- ALDNOAH.ZERO（不見咲薰）
- GUNDAM G之复国运动（艾妲·雷哈頓）
- 棺姬嘉依卡 AVENGING BATTLE（伊琳娜·哈爾特根）
- 刀劍神域II（朱涅／安施恩）

2015年
- ALDNOAH.ZERO 第2季（不見咲薰）
- Go！Princess 光之美少女（春野遙／花神天使）
- 終結的熾天使（百夜優一郎〈幼少期〉）
- 银魂°（伊澄）
- GANGSTA.（艾莉卡）
- 潮與虎（飛頭蠻 妹）
- 進擊！巨人中學校（亞妮·雷恩哈特）
- Concrete Revolutio～超人幻想～（高原楓）
- 新妹魔王的契約者 BURST（梶浦立華）
- 終結的熾天使 名古屋決戰篇（百夜優一郎〈幼少期〉、十條美十）

2016年
- 見習神仙 秘密的心靈（尼彩）
- 我的英雄學院（女性記者）
- 麵包與和平！（河合愛）
- 文豪Stray Dogs（與謝野晶子）
- Concrete Revolutio～超人幻想～ THE LAST SONG（高原楓）
- 文豪Stray Dogs 第2期（與謝野晶子）
- 烏龍麵之國的金色毛毬（冴木雪枝、情侶〈女〉、中島忍〈幼年〉）
- JoJo的奇妙冒險：不滅鑽石（川尻忍）

2017年
- 鬼平（奉公人A）
- 小林家的龍女僕（才川的母親）
- 數碼暴龍宇宙-應用怪獸（離線獸）
- 我的英雄學院 第2期（女性記者）
- 進擊的巨人 Season 2（亞妮·雷恩哈特）
- 戀愛與謊言（根島由佳吏〈幼年〉、美作有紗）
- 18if（林田真奈）

2018年
- OVERLORD II（琪雅蕾妮納·貝隆）
- KIRA KIRA HAPPY★ 打開吧！見習神仙精靈（露比[1]）
- 寄宿學校的茱麗葉（夏爾特琉·威士提亞、犬塚〈初等部〉）
- HUG! 光之美少女（春野遙／花神天使）

2019年
- 深夜的超自然公務員（阿蒂爾、狩野一茜）
- 文豪Stray Dogs 第3期（與謝野晶子）
- 進擊的巨人 Season 3（亞妮·雷恩哈特）
- GIVEN 被贈與的未來（上之山彌生）
- 鬼太郎（第6作）（湊克莉絲汀）
- 花牌情緣3（真島麗子）

2020年
- 花牌情緣3（東大生）
- 我的英雄學院 第4期（記者）
- 魔物娘的醫生（艾菈臬·塔蘭提拉·阿剌克尼塔）
- 刀劍神域 Alicization War of Underworld -THE LAST SEASON-（朱涅）
- 成神之日（天願賀子）
- 進擊的巨人 The Final Season Part 1（亞妮·雷恩哈特）

2021年
- WAVE!!～來衝浪吧!!～（祥子）
- 文豪Stray Dogs 汪！（與謝野晶子、女性）
- 碧藍航線 微速前進！（明尼阿波利斯）
- 再見了，我的克拉默（田勢惠梨子）
- 七騎士 革命 -英雄的繼承者-（尤諾米亞）
- 數碼寶貝幽靈遊戲（海蜇獸）[2]

2022年
- 進擊的巨人 The Final Season Part 2（亞妮·雷恩哈特）
- RWBY 冰雪帝國（布蕾克·貝拉多娜[3]）
- 路人超能100 III（米里一）
- 書蟲公主（艾蓮）

2023年
- 文豪Stray Dogs 第4期（與謝野晶子[4]）
- 進擊的巨人 The Final Season 完結篇（亞妮·雷恩哈特）
- 狩火之王（桐[5]）
- 逃走中 THE GREAT MISSION（ハーヴェスト[6]）
- 開闊天空！光之美少女（春野遙／花神天使）
- 文豪Stray Dogs 第5期（與謝野晶子）
- 狩龍人拉格納（ナサレナ・テルジアン[7]）

2024年
- 金屬口紅（莎拉·費茲傑羅[8]）
- 狩火之王 第2期（桐[9]）
- 終末的火車前往何方？（迷你大姊姊）
- 神奇柑仔店 錢天堂（檜坂姫子）
- 神之塔 第2期（呂高生[10]）
- 我的英雄學院 第7期（女性記者）
- 機械臂（アキ[11]）
- 寶可夢 地平線（白蕾雅[12]）

2025年
- #空帕斯2.0：陣地攻防戰（瑪麗亞[13]）

### 劇場版動畫
- GUNDAM G之复国运动（艾妲·雷哈頓）

2011年
- UN-GO episode:0 因果論（安田紅美）

2013年
- 顛倒的帕特瑪（廣播）

2015年
- 光之美少女 All Stars 春之嘉年華♪（春野遙／花神天使）
- 電影 Go！Princess 光之美少女 Go！Go！！豪華三部曲！！！（春野遙／花神天使）

2016年
- 光之美少女 All Stars 大家歌唱吧♪奇跡的魔法！（春野遙／花神天使）

2017年
- 光之美少女 Dream Stars!（春野遙／花神天使）

2018年
- 文豪Stray Dogs DEAD APPLE（與謝野晶子）

2019年
- 光之美少女 Miracle Universe（春野遙／花神天使）

2023年
- 光之美少女 All Stars F（春野遙／花神天使）

### OVA
2012年
- 少女愛上姊姊 2人的姊姊（妃宮千早）

2017年
- 斬首循環-藍色學者與戲言跟班（園山赤音）
- 文豪Stray Dogs 第2期（與謝野晶子） ※漫畫第13卷限定版附贈

### 網上動畫
- 麟光之翼（琉克絲·迫水）
- 拳皇命运（玛裘亚）

### 遊戲
2011年
- 薩爾達傳說 禦天之劍（薩爾達公主）

2015年
- 大正×對稱愛麗絲（母親）
- 東京幻都（柊明日香）
- CLOSERS（Harpy／哈比）
- 刺客教條：梟雄（伊薇·弗萊）

2016年
- 進擊的巨人（亞妮·雷恩哈特）
- Final Fantasy XV（希德尼·奧魯姆）

2017年
- 薩爾達傳說 曠野之息（薩爾達公主）
- Fate/Grand Order（彭忒西勒亞）
- 拳皇世界（玛裘亚）

2018年
- 蒼翼默示錄：交叉組隊戰（Blake Belladonna）
- 拳皇全明星（玛裘亚）

2019年
- 惡魔獵人5（帕蒂·羅維爾）
- 勇者鬥惡龍XI S 尋覓逝去的時光 – Definitive Edition（切隆）

2020年
- 最后生还者 第II章（蒂娜）
- 塞尔达无双 灾厄启示录（塞尔达公主）

2023年
- 薩爾達傳說 王國之淚（薩爾達公主）

2024年
- 星躍物語（白袍少女）
- 勝利女神：妮姬（小美人魚）
- 絕區零（簡·杜）

### 廣播劇CD
2011年
- 花嫁研習社（上喜知花）

### 外語配音

#### 電視劇
- 愛卡莉
- 伊甸園之東（閔慧琳〈李多海〉）
- 天賜
- 奇異果女孩
- 歡樂合唱團
- CSI犯罪現場：紐約
- 慾望師奶
- 籃球火（湛潔兒）
- 蒼穹之昴（玲玲）
- 4400

#### 动画
- RWBY（Blake Belladonna）

## 外部連結
- （日語） 嶋村 侑 （页面存档备份，存于）在事務所的人物介紹頁。
- （日語） 嶋村侑的X（前Twitter）
- （日語） cyg X-1，網誌。